# 米窪満亮
米窪 満亮（よねくぼ みつすけ、1888年〈明治21年〉9月16日 - 1951年〈昭和26年〉1月16日）は、日本の労働運動家、小説家、政治家。日本海員組合副会長を経て、戦後、日本社会党に所属し、片山内閣の国務大臣、初代労働大臣を歴任した。小説家としての筆名は「米窪太刀雄」がある。

## 経歴・人物

### 生い立ちと初期の経歴
1888年（明治21年）9月16日、長野県東筑摩郡大門村（現、塩尻市）に農家の二男として生まれる。父親は病弱で一家の生計は母親が支えたが、米窪が17歳の時に母親が亡くなる。米窪は、町の医師の家に住み込みをしながら学資を捻出し、旧制松本中学（現在の長野県松本深志高等学校）を卒業する。山国に育ち海に憧れていたこともあり、中学卒業後学資を貸与していた商船学校（東京高等商船学校、旧東京商船大学ー現在の東京海洋大学）に入学する。1912年（明治45年）から1913年（大正2年）にかけて、練習船大成丸に乗船し1年3ヶ月に及ぶ訓練航海で世界一周する。米窪は、この訓練航海で毎日航海日誌を綴っていた。これが「大成丸世界周航記」として朝日新聞に連載される。この作品は夏目漱石の激賞を受け、「海のロマンス」と改題されて単行本として発売された際、漱石は同書に序文を寄せている。「海のロマンス」はベストセラーとなり、この影響で海にあこがれる青年が増加し、商船学校や海軍兵学校への志願者が増加したと言われている。
1914年（大正3年）商船学校の実習生として日本郵船の鹿島丸に乗船し、欧州航路を経験。この航海記を朝日新聞に連載するが、その中に海員の待遇の悲惨さ等を克明に記したため、郵船から忌諱されてしまう。米窪は下船後連載を『船と人』として出版し、その中に船員の待遇改善案を付与するとともに、当時の郵船社長近藤廉平宛ての献辞を書いている。郵船だけでなく大阪商船、三井船舶、東洋汽船、山下海運などからも危険思想の持ち主として忌避されることとなり、米窪は松昌洋行という規模の小さな船会社に就職し、運転士又は船長として勤務する。その航海経験を朝日新聞に連載し、記事をまとめて1916年（大正5年）『マドロスの悲哀』として出版。米窪は「悲哀」に「かなしみ」とルビを振り、「船乗りの悲哀（かなしみ）」として、粗食に耐え、不眠と不休に泣き、酒と女から絶縁し、陸上に於ける享楽と没交渉となる、といったことを挙げている。この本は世界各地を訪れる船員生活の実態と魅力を綴ったものであるが、タイトルの印象から告発書と誤解されている。1914年第一次世界大戦が勃発すると日本は空前の海運景気に沸き、米窪も互光商会に引き抜かれ、同社のシンガポール支店長として採用される。しかし、大戦後、不景気が訪れると、同社は倒産する。

### 労働運動から政界へ
失業した米窪は、しばらく神戸で徒食の生活を送るが、海上労働者の待遇改善要求の運動に身を投じる。また、草創期の労働界も船長として国際航路で活躍し、文筆で海運業界の内幕を批判した米窪を見逃さなかった。1919年（大正8年）ILO（国際労働機関）日本代表として鈴木文治らとともに国際会議に出席する。1921年（大正10年）日本海員組合の組合長楢崎猪太郎により、組合機関紙「海員」の編集部長に迎えられる。以後、庶務部長、国際部長を経て、副組合長に選出される。米窪の入会は海員組合に歓迎され、楢崎組合長をはじめ、米窪に対しては敬意を払い「さん」づけで呼んだという。また、米窪も期待に応え、組合に関係する対外的交渉を一手に引き受けた。米窪は総同盟の松岡駒吉に対して労働組合運動の一本化を提唱し、日本労働倶楽部として大同団結を実現した。米窪は書記長に選出される。日本労働倶楽部は、日本労働組合会議となるが、1940年（昭和15年）に解散を命ぜられるまで米窪は書記長として活躍した。
国際労働運動では、1928年（昭和3年）第11回国際労働会議日本代表として出席する。米窪は、長い船員生活を通じて英語に堪能であり、通訳なしで各国代表と渡り合うことができた。ジュネーヴで開かれた労働会議で議長のアルベール・トーマから記念に開会を告げる槌が贈呈されたが、この槌に刻まれた「汝平和を欲すれば正義を耕せ」という銘を後に好んで揮毫した。
1928年（昭和3年）日本最初の普通選挙となった第16回衆議院議員総選挙に旧兵庫2区より社会民衆党から立候補する。社会民衆党などの無産政党からは、米窪など82名の候補者が立候補したが、当選したのはわずか8名で、米窪も落選した。1930年（昭和5年）第17回衆議院議員総選挙にも立候補したが落選。1932年（昭和7年）第18回衆議院議員総選挙では、前2回の選挙で無産政党が分立し、互いの票を奪い合う結果になった反省に立って、候補者を30名に絞込み、社会民衆党と労農大衆党は、合同し社会大衆党を結成した。この選挙で米窪は初当選し、社会大衆党は37名の当選者を獲得した。1940年（昭和15年）2月2日衆議院において、斎藤隆夫が行った反軍演説と斎藤の除名を契機に米窪、安部磯雄、片山哲、西尾末広、水谷長三郎らは、勤労国民党を結成するが、内務省から結社禁止処分を受ける。1942年（昭和17年）「翼賛選挙」として悪名高い第21回衆議院議員総選挙で非推薦で立候補、落選を余儀なくされる。

### 初代労働大臣
1945年（昭和20年）終戦を迎えると、米窪は海員組合の再建に着手し、全日本海員組合を結成する。また、戦後旧無産党勢力を糾合した日本社会党結成に参加する。しかし、社会党は当初から左右両派の対立が激しく、米窪は、水谷長三郎、河野密らと中間派に位置し調停役に徹する。1947年（昭和22年）第23回衆議院議員総選挙で社会党は第一党となり、社会党、民主党、国民協同党の三党連立による片山内閣が成立すると、米窪は無任所の国務大臣として入閣する。さらに同年9月1日労働省が新設されると初代労働大臣に就任する。この人事は前々から予定されていたもので、
同年6月9日には、京都に行幸中の昭和天皇に拝謁し、労働問題や労働省の機構について説明を行っている。
米窪は閣僚となっても、公用車を用いることもなく、友人が開いた就任祝いには、一升徳利をぶら下げて電車に乗ってかけつけたというエピソードが知られるほど、金銭面では恬淡とし清廉であった。しかし、労相として当時、強力であった産別会議を中心とする労働攻勢に対処せざるを得なかったのは、自らも労働運動に身を置いた身には皮肉であった。
片山内閣が社会党左派と野党によって、補正予算否決をきっかけに倒れ、社会党左右両派の対立は激化の一途をたどる。1950年（昭和25年）に分裂すると米窪は三宅正一とともに両派の調停に努めたが、不首尾に終わった。米窪は浅沼稲次郎とともに統一懇談会を結成し、一時的な統一に成功するかに見えたが、1951年（昭和26年）サンフランシスコ講和条約をめぐり、左右両派は再び対立し、社会党は左右両派に分裂する。同年1月26日失意のうちに脳溢血のため死去。
皇室から新宿区下落合の自宅に勅使の派遣と祭粢料を賜る。69歳。墓地は多磨霊園にある。